# Ellermühle

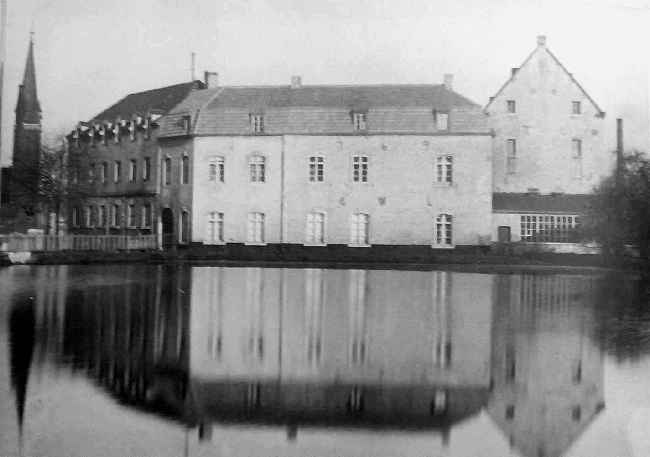
Ellermühle um 1900

Die Ellermühle ist eine ehemalige Kupfermühle der Stadt Stolberg (Rhld.) in der Städteregion Aachen in Nordrhein-Westfalen. Das Gebäude wurde in den 1960er Jahren abgerissen. Seine Geschichte zeigt die wechselhafte Entwicklung der Industriegeschichte Stolbergs.

## 16. Jahrhundert
Die Kupfermühle Ellermühle gehört zu drei auffallenden Gebäuden, die nachweislich bereits 1548 existierten. Auf einer Darstellung aus diesem Jahr ist sie zusammen mit dem Dollartshammer und der Jan-Ravensmühle dargestellt. Aus dem Jahre 1554 existieren Gerichtsunterlagen über Thewis Düllengießer zu Burgerten, Anna von Nesselraedt und Leonhard Peltz. In ihnen wird bestätigt, „dat hie die Mullen, die Ellermullen genannt, von unserem Junker seligst herr zu Stolberg zu Lehn empfangen und angenommen hat“.
1574 erwarb Johann von Efferen die Mühle für 1870 Reichstaler und 100 Gulden. Drei Jahre später, im August 1577, wurde Leonhard Peltz Besitzer der Mühle, verpachtete diese allerdings 1579 an Johann von Holsith. Aus dem Jahre 1584 existiert ein Dokument, das beschreibt, dass ein Teil des Vichtbaches umgeleitet wurde, damit ein Weiher gefüllt werden konnte. Dieser sollte durch Anlegen eines Wasserreservoirs den Mühlenbetrieb sicherstellen.
1587 hatten sich die Besitzverhältnisse erneut geändert, denn Gerhardt Peltz und Jakob van Eyss wurden Besitzer. Das Dokument beschreibt detailliert, wie luxuriös die Mühle von Gerhardt Peltz ausgestattet wurde.
Am 1. April 1587 verpachteten die Besitzer der Ellermühle diese an Mattheis Peltzer, Sohn des Aachener Bürgermeisters Matthias Peltzer. Nach dessen Tod führte seine Witwe Elisabeth Hutten die Mühle einige Jahre weiter.

## 17. Jahrhundert

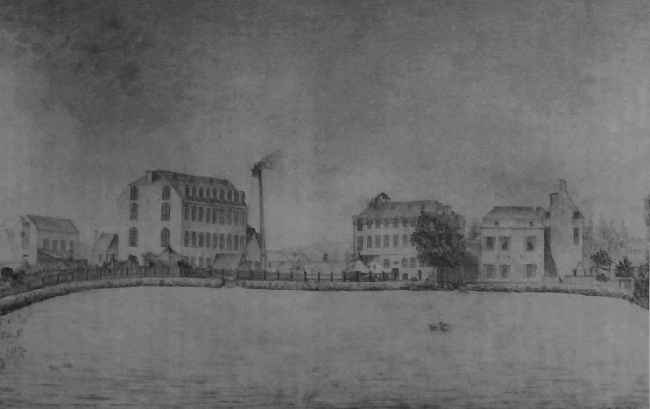
Ellermühle

Während der Pacht durch Elisabeth Hutten muss die Bausubstanz sehr gelitten haben, da 1604 umfangreiche Reparaturmaßnahmen erforderlich waren. 1605 übernahm ihr Sohn Mattheis Peltzer (1581–1657) die gepachtete Mühle. In den Folgejahren hatte die Familie Peltzer die Mühle komplett gekauft, denn Dokumente weisen nach, dass Mattheis Peltzer den vorderen Teil, sein Bruder Heinrich (1593–1645) den hinteren Mühlenteil besaß.
Adam Thiens wurde der zweite Ehemann von Heinrichs Peltzers Schwiegertochter Gertrud Beck. Durch diese Ehe gelangte die Mühle in den Besitz der Familie Thiens. Es fanden zahlreiche Umbauarbeiten statt. Das alte Mühlenhaus wurde komplett niedergerissen und ein neuer großer Bau errichtet. Dieser befand sich rechts vom abgerissenen Altbau.
Urkunden aus dem Jahre 1692 wiesen den Sohn des Ehepaares, Johann Thiens, als Besitzer aus.
Wenige Jahre zuvor hatte Adam Thiens Tochter Katharina Maria Thiens Jeremias Hoesch, den Enkel des Familienstammvaters Jeremias Hoesch, geheiratet. Nach Adam Thiens Tod führte dies zu Erbstreitigkeiten, die gerichtlich ausgetragen wurden.

## 18. Jahrhundert

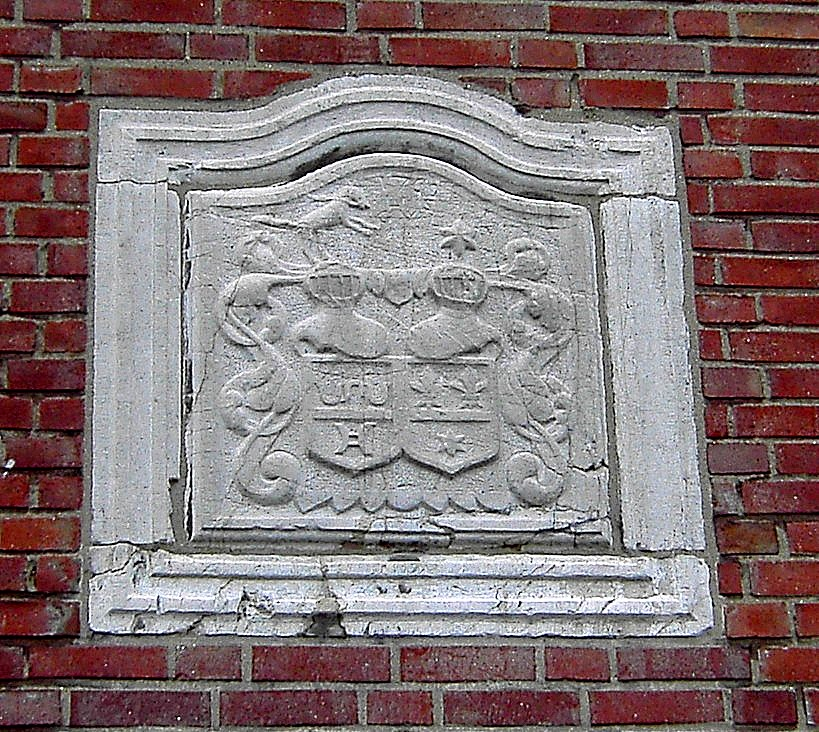
Ehewappen Schleicher-Lynen am heutigen Gebäude Ellermühle

Prozessunterlagen vom 15. September 1722 sprechen von geplanten Pfändungen und aufzuteilenden Anteilen der Mühle. So wurden die abteilischen Besitztümer Galens, des Ehemannes von Katharina Hoesch geb. Thiens, versteigert. Es blieben aber weiterhin Schulden auf der Mühle. So hatte Johannes Schleicher 140 Radergulden zu erhalten. Galen sagte vertraglich zu, die Schulden innerhalb eines Jahres zurückzuzahlen, aber in einer Akte aus dem Jahre 1719 ist belegt, dass die Rückzahlung nicht erfolgte. Das Gericht verfügte den Verkauf der Mühle und Johannes Schleicher wurde der neue Eigentümer.
Maria Elisabeth, eine Tochter von Johannes Schleicher heiratete am 31. Oktober 1723 Johann Geyer aus Aachen, wodurch die Mühle in den Besitz der Familie Geyer gelangte.
1768 änderten sich die Besitzverhältnisse erneut, denn die Tochter von Johann Geyer, Anna Gertraud, verpachtete die Mühle für 25 Jahre an Leonhard Schleicher und seine Frau. Sie begründete dies mit der großen Entfernung der Mühle zu ihrem Wohnort „Duysborg“. Im Detail handelte es sich bei dem Verkauf um „die Ellermühl, mit seinen Ofendts und Werkhäusern, Mühlen, Kohlenschöpp, Stallungen, Frucht und Hewboden, Weyer, Teichen und Canälen“.
Im Jahre 1769 nahm Leonhard Schleicher größere Umbauten vor. Er ließ einen kürzlich abgebrochenen Mittelteil der Gebäude neu errichten. Sowohl Leonhard Schleicher als auch seine Frau verstarben vor Ablauf der Pachtzeit. Ihr Sohn Leonhard übernahm „den oberen Teil“ der gepachteten Mühle, während der Vormund der minderjährigen Carol den unteren Anteil erhielt. Nach deren Ableben erwarb der Tuchfabrikant Paul Offermann die Ellermühle.

## 19. und 20. Jahrhundert

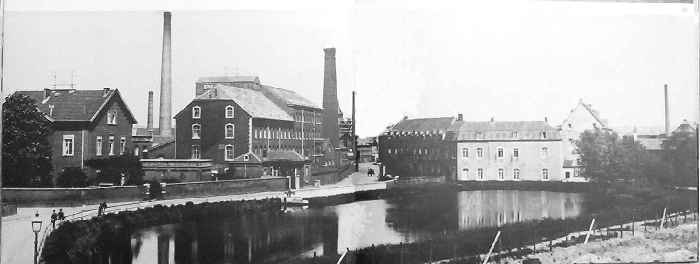
Ellermühle mit Weiher

Im Jahre 1870 befand sich die Ellermühle im Besitz des belgischen Tuchfabrikanten de Grand Ry. Fabrikdirektor wurde Adolf Bastin. Seine Söhne Hermann und Adolf betrieben die Sayett-Spinnerei in unmittelbarer Nachbarschaft der Mühle.
Nach dem Ersten Weltkrieg änderten sich die Besitzverhältnisse erneut, da die Textilfirma E. Kummerlé aus Magdeburg die Mühle übernahm.
1925 erwarb die Stadt Stolberg die Gebäude, wobei zuerst die Wasserkraft der Sayette-Spinnerei, 1931 auch die Wasserkraft der Ellermühle stillgelegt wurde. Zwischenzeitlich war sie von der Getreidehandlung Schroiff pachtweise genutzt worden. Das Wohngebäude verkaufte der Erbe von Hermann Bastin an den Unternehmer Max Blees, der einen Neubau errichtete. Ein Erhalt der alten Gebäude wäre zu kostspielig gewesen. Das neue Gebäude wurde als modernes Wohn- und Geschäftshaus erbaut und 1957 vollendet.